# Sheila Widnall
Sheila Marie Evans Widnall (Tacoma, 13 luglio 1938) è un'ingegnere, insegnante e dirigente pubblica statunitense.
Si occupa in particolare di ricerche nell'ambito aerospaziale ed è Institute professor
presso il Massachusetts Institute of Technology.
È stata Segretario all'aeronautica degli Stati Uniti d'America tra il 1993 e il 1997,
prima donna Segretaria dell'Air Force e prima donna a guidare un intero ramo delle Forze Armate degli Stati Uniti.

Nel 2003 è stata inserita nella National Women's Hall of Fame.

## Biografia
Sheila Widnall è nata a Tacoma il 13 luglio 1938. Il padre, Rolland John Evans, era stato un cowboy che partecipava ai rodei prima di diventare pianificatore della produzione alla Boeing Aircraft Company e in seguito insegnante. Sua madre, Genievieve Alice (Krause) Evans, si occupava del controllo dei minori in libertà vigilata. Sheila, la più anziana delle due figlie, dopo aver vinto un concorso scientifico nelle scuole superiori,
decise di iscriversi al Massachusetts Institute of Technology (MIT) nel 1956. Allora le donne che sceglievano quella carriera erano una minoranza: solo una ventina di matricole erano femmine, i maschi erano circa 900.
La Widnall ha conseguito al MIT il Bachelor of Science (S.B.) nel 1960, il Master of Science (S.M.) nel 1961, e il Doctor of Science (Sc.D.) nel 1964, tutte in Scienze aeronautiche.

Si è sposata l'11 giugno 1960 con William Soule Widnall, un collega ingegnere, ed ha avuto due figli: William e Ann Marie.
È stata preside della Facoltà nel periodo 1979-1981, professore titolare della cattedra Rockefeller Abby Mauzé di Aeronautica e Astronautica nel 1986 (parte della Divisione di Ingegneria dei Sistemi), Associate Provost (incarico amministrativo)
del MIT dal 1992 al 1993.

Nel 1988 è stata Presidente dell'Associazione americana per l'Avanzamento della Scienza.

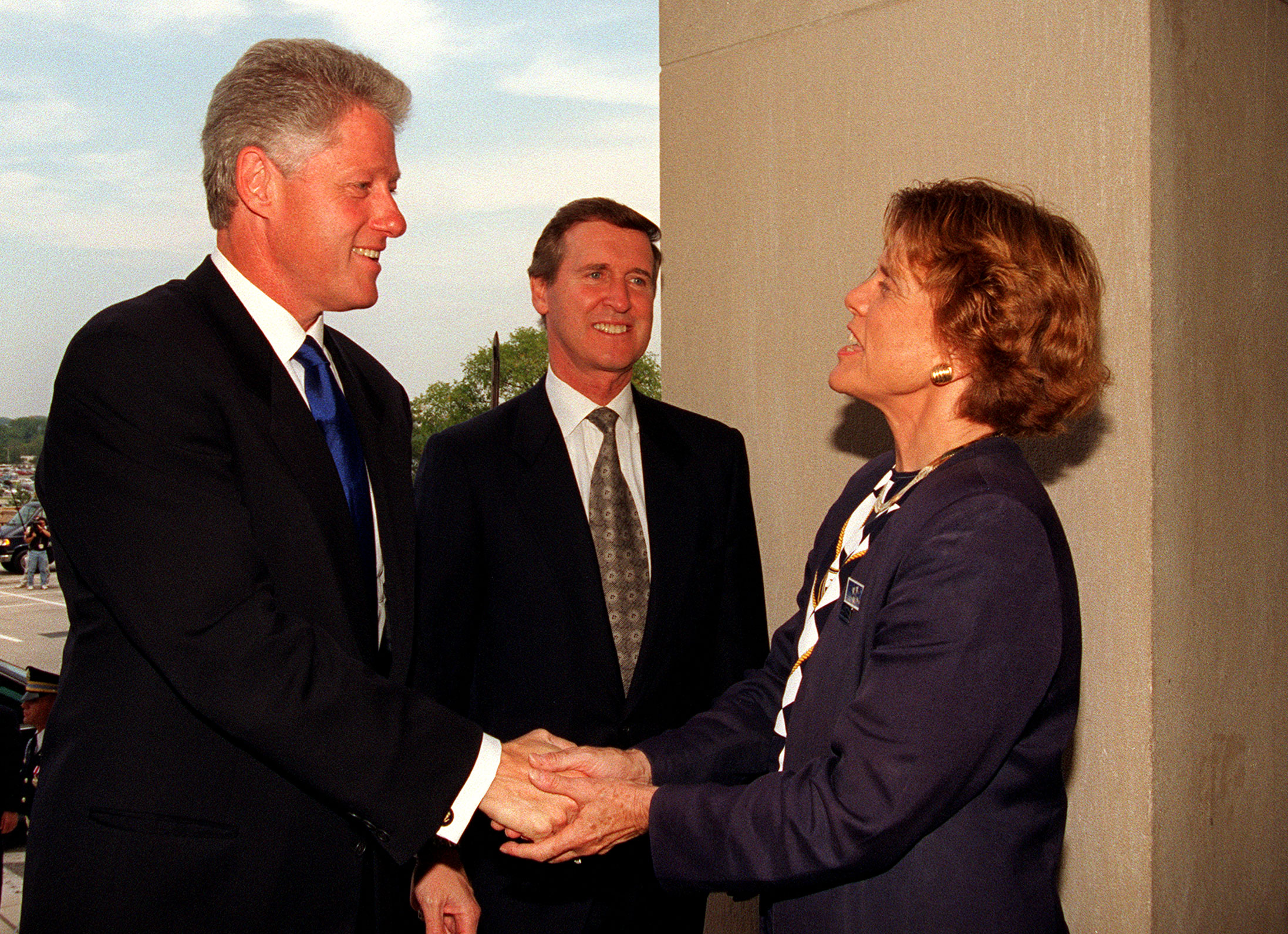
Il presidente Bill Clinton (a sinistra) viene accolto dal segretario dell'Air Force Sheila Widnall (a destra) e dal Segretario della Difesa William S. Cohen (al centro) mentre arriva al Pentagono il 18 settembre 1997. Clinton partecipa alla celebrazione del 50º anniversario della US Air Force.

Il Presidente degli Stati Uniti Bill Clinton ha annunciato la sua nomina come Segretario della Air Force il quattro luglio 1993.
Il Senato ha ricevuto la sua candidatura il 22 luglio 1993 ed è stata confermata due settimane più tardi, il 5 agosto 1993, 183 giorni dopo l'inaugurazione e 197 dopo che l'ufficio era diventato vacante.

Durante il suo incarico ha gestito lo scandalo Kelly Flinn: prima donna pilota di un bombardiere B-52 costretta alle dimissioni per avere avuto una relazione con un uomo sposato.

È stata eletta alla National Academy of Engineering nel 1995,
diventando vicepresidente dal 1998 al 2005
e vincendo l'Arthur M. Bueche Award nel 2009.

La Widnall ha fatto parte della commissione di indagine sul Disastro dello Space Shuttle Columbia.

Attualmente lavora al consorzio internazionale di ricerca del MIT Lean Advancement Initiative.

## Ricerche
Le ricerche della Widnall sono state incentrate sulla meccanica dei fluidi, in particolare l'aerodinamica delle scie e turbolenze dei veicoli ad alta velocità, elicotteri e velivoli. Una delle sue opere più importanti è il meccanismo di instabilità ellittica elaborato con Raymond Pierrehumbert.

## Opere
- (EN) Raymond T. Pierrehumbert, Sheila E. Widnall, The two- and three-dimensional instabilities of a spatially periodic shear layer (abstract), in Journal of Fluid Mechanics, vol. 114, Cambridge, Cambridge University Press, gennaio 1982,  pp. pp. 59-82. URL consultato il 22 dicembre 2012.
- (EN) Sheila Widnall, Science and the Atari Generation, in Science, vol. 221, n. 4611, American Association for the Advancement of Science, 12 agosto 1983,  p. 607, DOI:10.2307/1691165.
- (EN) Sheila Widnall, AAAS Presidential Lecture: Voices from the Pipeline (abstract), in Science, vol. 241, n. 4874, American Association for the Advancement of Science, 30 settembre 1988,  pp. 1740-1745, DOI:10.1126/science.241.4874.1740. URL consultato il 22 dicembre 2012.